# Resolutie 2323 Veiligheidsraad Verenigde Naties
Resolutie 2323 van de Veiligheidsraad van de Verenigde Naties werd unaniem door de VN-Veiligheidsraad aangenomen op 13 december 2016, en verlengde de VN-ondersteuningsmissie in Libië, UNSMIL, tot medio september 2017.

## Standpunten
Rusland had liever een verlenging van slechts zes maanden gehad gezien de trage vooruitgang in Libië en in afwachting van de terugkeer van UNSMIL naar het land, en vond dat andere landen overdreven optimistisch waren over de situatie.
Landen als het Verenigd Koninkrijk, de Verenigde Staten en Frankrijk benadrukten het belang van een eensgezinde internationale gemeenschap om Libië te steunen.

## Achtergrond
Op 15 februari 2011 braken in Libië – in navolging van andere Arabische landen – protesten uit tegen het autocratische regime van kolonel Moammar al-Qadhafi. Deze draaiden uit op een burgeroorlog tussen het regime en gewapende rebellengroepen, die zich gesteund wisten door het merendeel van de internationale gemeenschap, en die, met behulp van NAVO-bombardementen, de bovenhand haalden en een nieuwe regering opzetten. Vervolgens brak echter geweld uit tussen het nieuwe regeringsleger, verscheidene al dan niet door de overheid gesteunde milities, groepen die Qadhafi bleven steunen en islamitische groeperingen. Toen de islamitische partijen de verkiezingen verloren maar weigerden de macht af te staan ontstond een tweede regering.
Eind december 2015 bereikten de partijen in Marokko een politiek akkoord, en in maart 2016 werd de regering van nationaal akkoord (GNA) gevormd. Desondanks bleven verschillende "regeringen" autoriteit claimen. Politieke onenigheid maakte dat akkoorden over veiligheid onuitgevoerd bleven en de nieuwe grondwet op zich liet wachten. Het ontbrak ook aan financiële middelen om de baisvoorzieningen voor de bevolking te herstellen. Het gezag van de GNA was ook beperkt, en de hoofdstad Tripoli was in feite in handen van allerlei gewapende groeperingen.
Naast de politieke strijd was er ook nog de strijd tegen Islamitische Staat. Eind 2016 slaagde de GNA met haar leger er in om de terreurorganisatie te verdrijven uit hun bolwerk Sirte.

## Inhoud
De humanitaire situatie in Libië bleef verergeren. Er waren verschillende bijeenkomsten geweest van landen, internationale organisaties en Libische instanties, waarbij die hun voortdurende steun aan Libië en diens regering van nationaal akkoord uitspraken, ten einde het politieke proces en de democratische overgang er te bevorderen. Er was ook beslist de olieproductie op te drijven, zodat er geld was om de noden van de bevolking te lenigen.
Het mandaat van de UNSMIL-missie in Libië werd verlengd tot 15 september 2017. Deze missie moest onder meer de Libische overheid, het politieke proces en noodhulpverlening ondersteunen. De missie moest ook helpen met het onder controle brengen van de wapentrafieken in het land.
Lijst ·  2260 ·  2261 ·  2262 ·  2263 ·  2264 ·  2265 ·  2266 ·  2267 ·  2268 ·  2269 ·  2270 ·  2271 ·  2272 ·  2273 ·  2274 ·  2275 ·  2276 ·  2277 ·  2278 ·  2279 ·  2280 ·  2281 ·  2282 ·  2283 ·  2284 ·  2285 ·  2286 ·  2287 ·  2288 ·  2289 ·  2290 ·  2291 ·  2292 ·  2293 ·  2294 ·  2295 ·  2296 ·  2297 ·  2298 ·  2299 ·  2300 ·  2301 ·  2302 ·  2303 ·  2304 ·  2305 ·  2306 ·  2307 ·  2308 ·  2309 ·  2310 ·  2311 ·  2312 ·  2313 ·  2314 ·  2315 ·  2316 ·  2317 ·  2318 ·  2319 ·  2320 ·  2321 ·  2322 ·  2323 ·  2324 ·  2325 ·  2326 ·  2327 ·  2328 ·  2329 ·  2330 ·  2331 ·  2332 ·  2333 ·  2334 ·  2335 ·  2336